# 科韦卢-迪派沃
科韦卢-迪派沃是葡萄牙阿威罗区的一个堂区。总面积27.48平方公里，总人口169人，人口密度6.1人/平方公里。